# Australian Faunal Directory
Australian Faunal Directory (АFD) је онлајн каталог таксономских и биолошких информација о свим животињским врстама за које се зна да се јављају у Аустралији. То је програм Одељења за одрживост, животну средину, воду, становништво и заједнице Владе Аустралије. До 12. маја 2021. године Australian Faunal Directory прикупио је информације о 126.442 врсте и подврсте. Укључује податке из укинутог Зоолошког каталога Аустралије и редовно се ажурира. Започет 1980-их, поставo је циљ да састави 'листу све аустралијске фауне укључујући копнене кичмењаке, мраве и морску фауну' и да створи 'аустралски биотаксономски информациони систем'.